# Mariner Glacier Tongue
Mariner Glacier Tongue är en glaciär i Antarktis. Den ligger i Östantarktis. Nya Zeeland gör anspråk på området. Mariner Glacier Tongue ligger 13 meter över havet.
Terrängen runt Mariner Glacier Tongue är platt. En vik av havet är nära Mariner Glacier Tongue västerut. Trakten är obefolkad. Det finns inga samhällen i närheten.